# Taranto Cras Basket
La Taranto Cras Basket è una società italiana di pallacanestro femminile di Taranto.
Ha militato in Serie A1 fino al 2013 ed è stata la seconda squadra ad effettuare la "tripletta italiana", vincendo nel corso della stessa stagione 2002-03 lo scudetto, la Coppa Italia e la Supercoppa italiana, dopo la Pool Comense 1872.
Detiene il record di 16 vittorie consecutive iniziali (del decennio 2000-2010) in regular season assieme alla Phard Napoli.

## Storia
Nel 1961 il professor Angelo Curci fondò il «CRAS» (acronimo di Centro Ricreativo Attività Sportive), cioè una polisportiva in cui le studentesse che si erano distinte nei campionati scolastici, potessero partecipare a varie discipline anche nel settore federale.
Nel giro di pochi anni il Cras cominciò a distinguersi soprattutto nella pallacanestro a livello nazionale, grazie soprattutto all'impegno dell'allenatore Dario Maggi: con lui alla guida il Cras vinse lo scudetto dei Giochi della Gioventù, il titolo nazionale Allieve e divenne uno dei punti di riferimento della pallacanestro femminile nazionale.
Degni di nota sono in particolare gli anni in cui il Cras venne allenato da Ciccio Vitti. Tra le atlete che hanno indossato la maglia della nazionale italiana, si ricordano Gemma Chiloiro e Claudia Balestrieri.
Sul finire degli anni '60, il Cras centrò la promozione in serie B grazie alla fusione col gruppo Standa, ma nel 1969 retrocesse nella serie inferiore.
Nel 1973 sfiora la promozione in serie A, mentre nel 1975, dopo aver vinto la prima fase del campionato di serie B con un gruppo di giocatrici al di sotto dei 18 anni, si classifica al secondo posto negli spareggi per il massimo campionato.
Agli anni '70 ed '80 in cui venne sfiorata più volte la promozione nella massima serie, seguirono i lunghi periodi difficili e di stallo degli anni '90. Con il ritiro di Dario Maggi, sul finire degli anni '90 nasce la Taranto Cras Basket. Al termine della stagione 1999-2000 venne rilevato il titolo sportivo dalla Gragnano Basket, squadra che militava in serie A2.
Nella stagione 2001-02, la Taranto Cras Basket disputò per la prima volta il campionato di serie A1 femminile, giungendo fino alla semifinale-scudetto, trionfando nella stagione 2002/03 con la conquista dello Scudetto e della Coppa Italia nel giro di un mese, completato dalla Supercoppa italiana.
La nuova formula di campionato a gironi della stagione 2003/04, nonché una serie di infortuni ad alcune giocatrici importanti, rendono vana per la Taranto Cras Basket la difesa del titolo, nonostante l'arrivo in extremis di Tari Phillips.
Nella stagione 2004-05 la squadra viene profondamente rinnovata, tant'è che il Cras non parte come formazione favorita.
Nella stagione 2005-06 viene ingaggiato il Coach Aldo Corno e la statunitense Sheryl Swoopes. I risultati ottenuti sono quelli di un terzo posto finale nel campionato di serie A1 femminile e la qualificazione alla EuroCup Women.
La stagione 2006-07 si apre con un cambio ai vertici societari, con Angelo Basile e Cosimo D'Antona che si avvicendano nei ruoli di Presidente e Vice Presidente. La Taranto Cras Basket si qualifica alla final four di Coppa Italia, raggiunge i quarti di finale in EuroCup Women e viene eliminato al primo turno dei play-off per lo scudetto dall'Acer Priolo dopo essere giunta al quinto posto.
Nella stagione 2007-08 arrivano in squadra tre nuove straniere: l'ala francese Audrey Sauret, l'ala-pivot tedesca Linda Fröhlich e il centro americano Rebekkah Brunson. Quest'ultima chiuderà la stagione da capocannoniere e miglior rimbalzista della serie A1, inducendo la Lega ad eleggerla miglior straniera del campionato. La Taranto Cras Basket viene eliminata nelle semifinali dei play-off per lo scudetto dalla Phard Napoli, che in gara-3 espugna il "Palamazzola".
Nella stagione 2008-09, nonostante la partenza della squadra guidata dal nuovo allenatore Roberto Ricchini non sia delle migliori, riesce a vincere il campionato italiano battendo in finale l'Umana Venezia, con risultato finale di 52-56 nella quarta partita, chiudendo la serie 3 a 1. Al termine della stagione arriva a disputare la finale di EuroCup Women contro la squadra turca del Galatasaray, perdendola. Il 3 ottobre 2009 bissa il successo in Supercoppa italiana contro il Club Atletico Faenza.
Nella stagione 2009-10 Taranto Cras Basket figura come imbattuta dopo il girone di andata, essendo riuscito a vincere le 11 partite contro tutti gli avversari della regular season. Nel girone di ritorno, ancora imbattuta dopo 16 giornate, eguaglia il record di 16 vittorie consecutive iniziali del decennio sinora detenuto dal Napoli e conquistato durante la stagione 2004-05. Seguirà la sconfitta contro Famila Schio per 74 a 61. Termina il campionato in solitario al primo posto con 42 punti e una sola sconfitta. Nei play-off scudetto il suo percorso è netto nei quarti e in semifinale. Vince 2-0 contro Umbertide e 3-0 contro l'Umana Venezia. In finale contro Famila Schio è costretta ad arrivare a gara 5, in cui, vincendo 64-52, conquista il terzo tricolore della sua storia, il primo conquistato davanti al proprio pubblico.
In questa stagione la Taranto Cras Basket fa il suo esordio nell'Euroleague, massima competizione europea, dalla quale, dopo aver superato il girone eliminatorio piazzandosi al 3º posto, verrà eliminata per opera del Fenerbahçe S.K. negli ottavi di finale.
Nella stagione 2010-11 si aggiudica la sua terza supercoppa italiana nella ormai classica sfida contro Schio in una partita molto equilibrata, con il punteggio di 75-72..
Megan Mahoney si aggiudica il riconoscimento di MVP della partita.
Nella stagione 2011-12 il Cras è vincitore del campionato di Seria A1, della finale Scudetto (battendo Famila Schio per 3-0) e della Coppa Italia
Per la stagione 2012-13 il presidente Angelo Basile ha rinunciato all'iscrizione all'Eurolega per problemi finanziari.
Nel luglio 2013, la società comunica la rinuncia alla partecipazione al campionato 2013-2014 di serie A1; prosegue così solo l'attività giovanile.

## Cronistoria
| Cronistoria del Taranto Cras Basket. |
| --- |
| - 1961 · Fondazione della Centro Ricreativo Attività sportive (in sigla CRAS) - 1965 · 3ª Finali per promozione in serie A. - 1969 · Retrocessione. - 1973 · Sfiorata promozione in serie A. - 1975 · 2ª agli spareggi - Rinunciò al campionato per problemi finanziari. - 1980 · Nasce la Taranto Cras Basket. - 1997 · Acquisto dell'imprenditore Cosimo D'Antona della Taranto Cras Basket. - 1997-1998 · in Serie C, promossa in Serie B. - 1999-2000 · in Serie B: sfiorata promozione in Serie A2. - 2000 · Rileva il titolo sportivo del Gragnano. Iscritta in Serie A2. - 2000-01 · 1ª nel Girone B campionato di Serie A2, 1ª nella Poule 2 Promozione, promossa in Serie A1. - 2001-02 · 5ª nel campionato di Serie A1, esce in semifinale Play-off scudetto. - 2002-03 · 3ª nel campionato di Serie A1, Campione d'Italia (1º titolo) nella Finale Scudetto; Vince la Coppa Italia (1º titolo); Vince la Supercoppa Italiana (1º titolo) battendo la Pool Comense 69 a 68. - 2003-04 · 5ª nel girone B del campionato di Serie A1. - 2004-05 · 8ª nel campionato di Serie A1. - 2005-06 · 5ª nel campionato di Serie A1, esce in semifinale Play-off scudetto. - 2006-07 · 5ª nel campionato di Serie A1, esce ai quarti Play-off scudetto. - 2007-08 · 1ª nel campionato di Serie A1, esce in semifinale Play-off scudetto. - 2008-09 · 1ª nel campionato di Serie A1, Campione d'Italia (2º titolo) nella Finale Scudetto. Finalista della EuroCup Women persa contro il Galatasaray. - 2009-10 · 1ª nel campionato di Serie A1, Campione d'Italia (3º titolo) nella Finale Scudetto. Vince la Supercoppa Italiana (2º titolo) battendo l'Atletico Faenza. Eliminata negli ottavi della EuroLeague Women dal Fenerbahçe S.K.. - 2010-11 · 2ª nel campionato di Serie A1. Vince la Supercoppa Italiana (3º titolo) battendo il Famila Schio. - 2011-12 · 1ª nel campionato di Serie A1, Campione d'Italia (4º titolo) nella Finale Scudetto. Vince la Coppa Italia (2º titolo). - 2012-13 · Goldbet, 4ª in Serie A1, eliminata ai quarti dei play-off scudetto. Rinuncia all'iscrizione e riparte dai campionati giovanili. |

## Colori e simbolo
I colori della Taranto Cras Basket sono il rosso e il blu, i colori della città di Taranto.

## Palazzetto

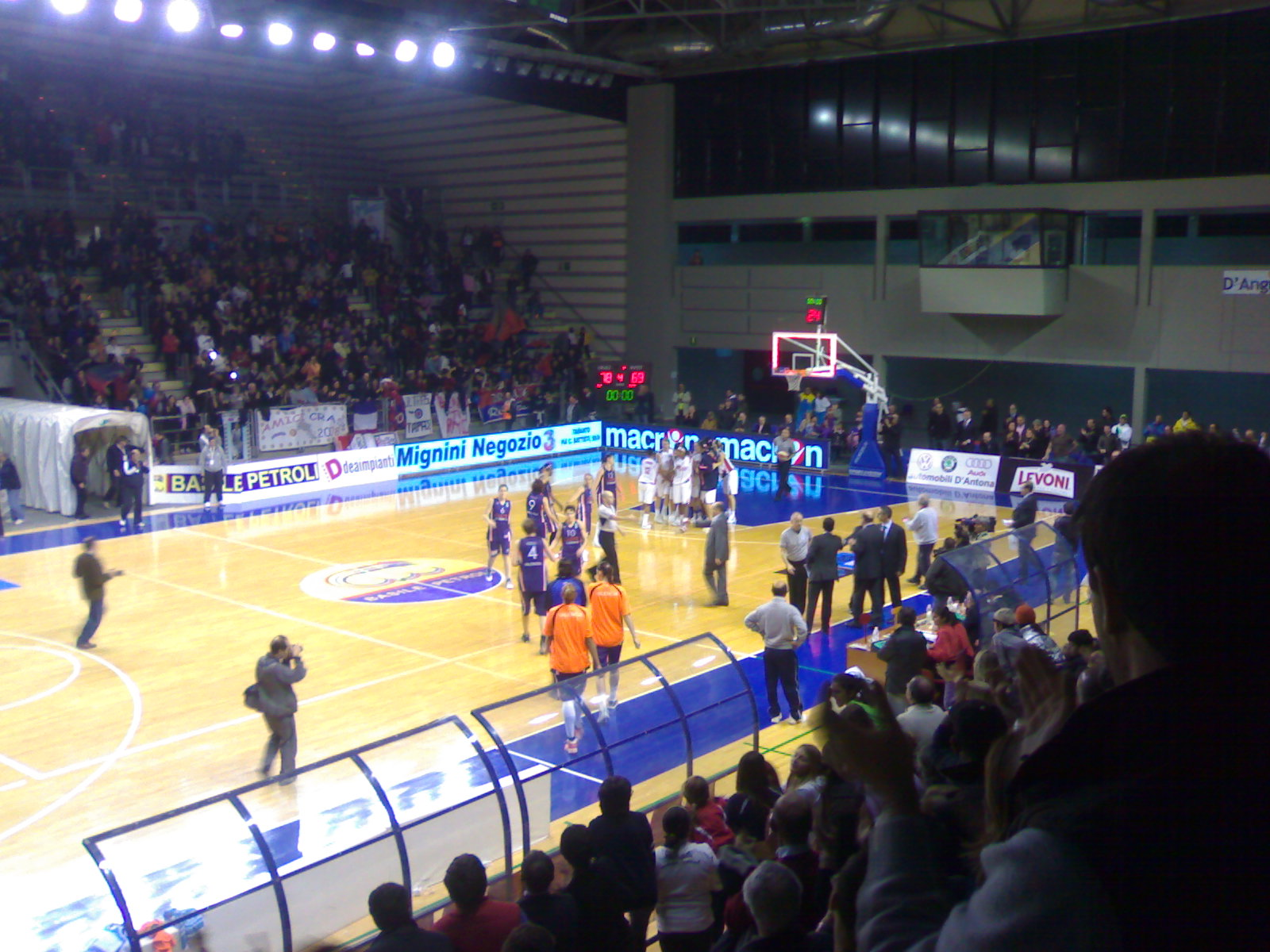
PalaMazzola dall'interno.

Dal 2004-05 al 2012-13 la Taranto Cras Basket ha disputato le partite casalinghe al PalaMazzola. Precedentemente la squadra giocava le sue partite casalinghe tra le mura del Palazzetto "Tursport" di Taranto. Il PalaMazzola costruito sul vecchio impianto sportivo "Stadio Valentino Mazzola" conserva ancora oggi la facciata principale di quello che prima era l'ingresso principale dello storico stadio.
Oltre all'ingresso principale, che si trova in via Cesare Battisti di fronte alla strada che porta al Ponte Punta Penna Pizzone, crocevia principale per fare accesso nella Città dei due mari, ha un altro ingresso dal lato opposto del Palazzetto, ovvero in via Venezia. Ha una capienza di 4.000 spettatori.
Con la rinuncia alla Serie A1, la società ha lasciato l'impianto.

## Statistiche

### Di squadra
- Stagioni: 9
- Partite disputate: 291
- Partite vinte: 172
- Partite perse: 119
- Percentuale di vittorie: 59,3

Playoff

- Edizioni playoff: 8
- Partite disputate:
- Partite vinte:
- Partite perse:
- Percentuale di vittorie:

- Vittorie in stagione regolare: 21 (Serie A1 femminile FIP 2009-2010)
- Vittorie consecutive: 16 (Serie A1 femminile FIP 2009-2010)
- Massimo punteggio realizzato:
- Minimo punteggio realizzato:
- Massimo punteggio subito:
- Minimo punteggio subito:

## Presidenti e allenatori
- 1961-1997   Angelo Curci
- 1997-2006   Cosimo D'Antona
- dal 2006   Angelo Basile

- 1961-1969 Dario Maggi
- 1969-1999 Ciccio Vitti
- 2000-2005 Nino Molino
- 2005-2008 Aldo Corno
- 2008-2013 Roberto Ricchini

## Main Sponsor
- 1960-1969 Standa
- 1969-1982 Appia Viaggi
- 1982-1997 Borsci
- 1997-2003 Basile Petroli
- 2003-2004 Levoni
- 2004-2006 Pasta Ambra
- 2006-2008 Levoni
- 2009-2011 Basile Petroli
- 2012-2013 Goldbet

## Palmarès
- Campionato italiano: 4

2002-03, 2008-09, 2009-10, 2011-12
- Coppa Italia: 2

2003, 2012
- Supercoppa italiana: 3

2003-04, 2009-10, 2010-11